# جمعية هيبكا
جمعية هيبكا (بالإنجليزية: HEPCA)‏ ، هي جمعية أهلية مصرية تهتم بالبيئة في منطقة البحر الأحمر.

## وصلات خارجية
- hepca - Caring for the Red Sea (official)  على فيسبوك.
- محميات البحر الأحمر - Red Sea Protectorates  على فيسبوك.
- كوارثنا البيئية في الصحف الأوروبية ، الأهرام في 26 مارس 2013
- تحيا «هيبكا» ، الأهرام في 18 سبتمبر 2012
- جمعية هيبكا تفوز بجائزة التميز البيئي بالبحر الأحمر وخليج عدن ، الصباح في 9 فبراير 2013
- من بين 7 دول.. جمعية «هيبكا» المصرية تفوز بجائزة التميز في الحفاظ على بيئة البحر الأحمر ، الوطن في 9 فبراير 2013
- «هيبكا» تزيل 10 أطنان مخلفات من جزيرة «مجاويش» بالغردقة، الوطن في 11 نوفمبر 2012
- في تجربة فريدة: جمعية أهلية تتولي أعمال النظافة بالغردقة لمدة 5 سنوات ، الأهرام المسائي في 20 يناير 2011
- دول عربية تستعين بمؤسسة «هيبكا» المصرية لتطوير شواطئها ، المال في 23 فبراير 2013
- العثور على «عروس البحر» نافقة بالغردقة ، أخبار اليوم في 27 نوفمبر 2012
- «ابيضاض الشعاب المرجانية بمياه البحر الأحمر».. ظاهرة جديدة يرصدها فريق مختص في علوم البحار ، الأهرام في 9 سبتمبر 2012
- إنقاذ حوت نادر بعد أن ضل طريقه لمياه ضحلة بالشلاتين ، الأهرام في 5 يوليو 2011
- «هيبكا» تستنكر القتل العشوائى لأسماك القرش بشرم الشيخ ، الأهرام في 19 ديسمبر 2010
- ننشر نص التحقيقات في قضية فساد جمعية «هيبكا» بالبحر الأحمر ، الأنباء الدولية
- جمعية «هيبكا» تنفي حصولها على 20 مليون جنيه «منحة» من جرانة ، المصري اليوم في2 مارس 2011